# Pennada

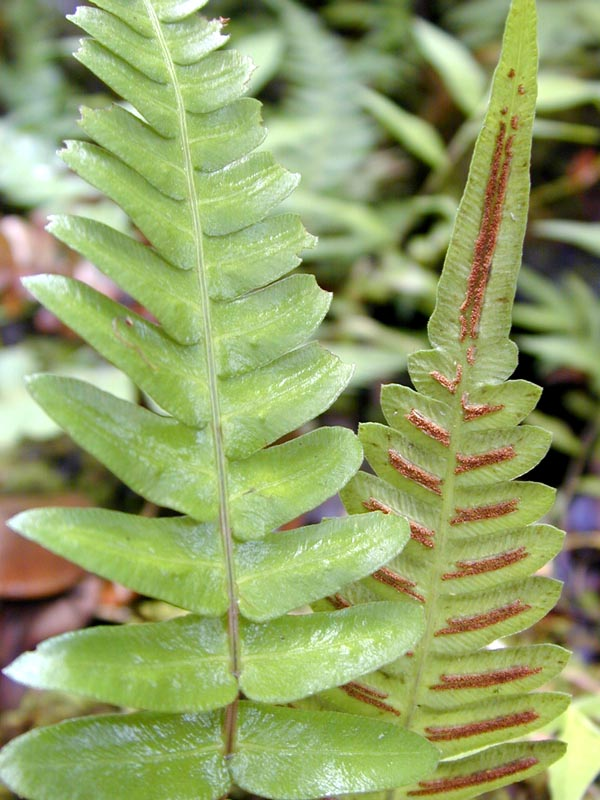
Fulles pennades de la falguera Blechnum appendiculatum

La fulla pennada o pinnada és una classe de fulla composta els fol·licles de la qual es disposen a banda i banda de l'eix.